# Fritz-Reuter-Schule (Demmin)

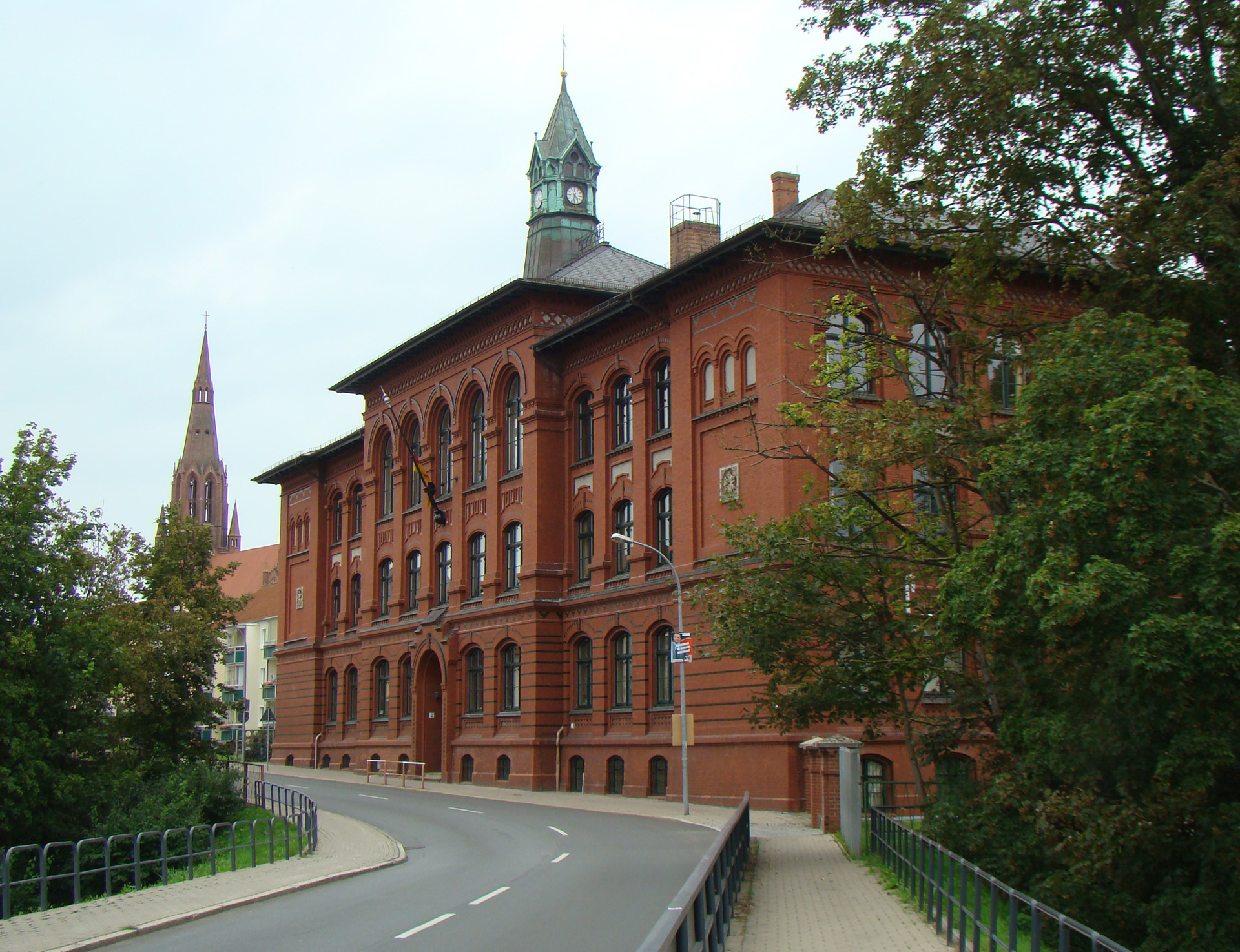
Fritz-Reuter-Schule

Die Fritz-Reuter-Schule (auch Rote Schule genannt) ist ein denkmalgeschütztes Schulgebäude in Demmin im Landkreis Mecklenburgische Seenplatte im Land Mecklenburg-Vorpommern. Sie ist nach dem Dichter und Schriftsteller der niederdeutschen Sprache Fritz Reuter benannt.

## Lage
Die Bundesstraße 110 führt von Nordwesten aus dem Stadtzentrum kommend parallel zur Peene in südöstlicher Richtung. Nordwestlich des Marienhains steht das Schulgebäude nördlich der Bundesstraße auf einem leicht nach Osten abschüssigen Gelände, das mit einem Zaun eingefriedet ist.

## Geschichte
Das Bauwerk wurde in den Jahren 1894 und 1895 als Stadtknabenschule errichtet. Der erste Schulleiter war Carl Goetze, der auch als Stadtchronist tätig war. Im Ersten und Zweiten Weltkrieg befand sich im Gebäude ein Lazarett. Mit dem Jahrgang 1956 wurden gemischte Klassen einrichtet. Am 7. November 1962 wurde sie nach Fritz Reuter benannt.

## Baubeschreibung
Die Schule wurde im Wesentlichen aus rötlichem Mauerstein errichtet und trägt daher auch den Beinamen Rote Schule. Es handelt sich um einen dreigeschossigen, elfachsigen Bau. Die Fassade wurde reichhaltig verziert. So verwendeten die Handwerker im unteren Bereich auch schwarz glasierte Ziegel, die den Baukörper horizontal gliedern. Die beiden oberen Geschosse wurden durch ein Gesims optisch vom unteren Baukörper getrennt. Der Mittelteil mit fünf Achsen tritt gegenüber dem übrigen Gebäude hervor; die beiden oberen Geschosse sind durch Lisenen mit Kämpfern nochmals betont. Im mittleren Geschoss befindet sich an den beiden äußeren Seiten je ein Medaillon. Links ist eine Mutter zu sehen, die ein Kind beim Spinnen unterrichtet. Die Allegorie soll die Häuslichkeit nach Johann Heinrich Pestalozzi symbolisieren. Im rechten Medaillon wird ein Kind von seiner Mutter unterwiesen. Dies symbolisiert die Frömmigkeit nach Johann Amos Comenius.